# The Great American Scream Machine (Six Flags Great Adventure)

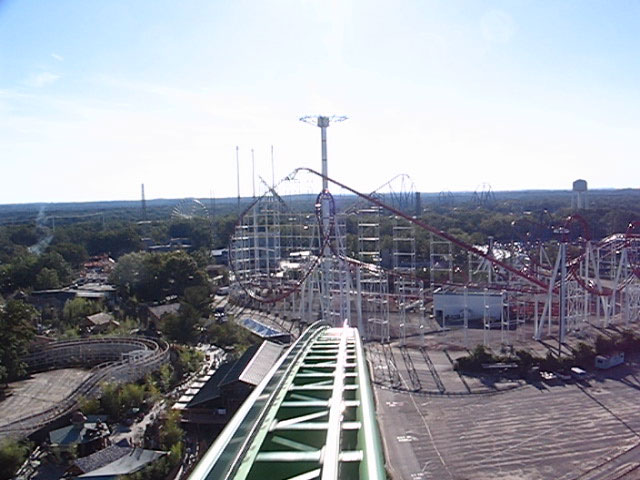
Horská dráha The Great American Scream Machine viděná z dráhy Kingda Ka

The Great American Scream Machine byla ocelová horská dráha v zábavním parku Six Flags Great Adventure ve městě Jackson v New Jersey (USA). Postavila ji firma Arrow Dynamics.
Atrakce byla otevřena v roce 1989. Na 1158,2 metrů dlouhé dráze se dosahovalo rychlosti 109,4 km/h. Byla charakteristická červenou barvou kolejí a bílou barvou sloupů. Dráha obsahovala množství loopingů a vrutů, přičemž maximální přetížení bylo 3,8 G.